# 教育實驗學社
教育實驗學社（英語：TheEduLab）是香港學生組織，於2016年12月4日成立，部分成員來自前學生組織學民思潮，當時有意從政的學民思潮成員組成香港眾志，而教育實驗學社則專注教育，由前學民思潮成員和關心香港教育發展的人士共同成立，組織對象為中學生和大專生，核心成員有前學民思潮發言人黃子悅和香港中文大學學生吳皚純等。

## 外部連結
- 教育實驗學社官方網站
- 教育實驗學社Facebook專頁